# Endrődy család
Endrődy család Bars vármegyei és Verebélyi széki egyházi nemes család.
Nem tudni volt-e kapcsolat a barsendrédi Endrédi családdal. 1708-ban I. Józseftől Endrődy János és fia József kaptak nemeslevelet. Valószínűleg 1730-ban Endrődy András fiai András és Pál Néveren a Szabo fél Curiaban kaptak egy heted rész érseki birtokadományt. A 18. század elején Kiskéren Endrédy alias Kovács János volt birtokos. 1752-ben Csáky Miklós esztergomi érsek beiktatására felállott bandériumban Endrődy János közvitéz volt. 1752-ből maradt fenn Endrődy György hadnagy adósságait felsoroló levele.1753-ban Endrődy György 1500 forinttal tartozott Pura (Pora) Jánosnak. Valószínűleg 1754-ben Endrődy Pált pozsonyi kanonokot és testvérét Györgyöt, illetve annak fiait Jánost, Ferencet és Ádámot beiktatták a néveri Kordics féle Curiába. Valószínűleg 1764-ben Endrődy János az I. Józseftől kapott címeres nemeslevelet a nyitrai káptalan által átirattatta. 1775-ben Endrődy Ferenc pereskedett Gáspár Józseffel. 1777-ben Néveren az egykori Gadóczy udvarhelyet, melyet 1754-ben Gáspár László nyert el, az ő magvaszakadtával Endrődy Ádám, Érsekújvár bírája, szerezte meg. Más forrás szerint Batthyány József érsek Endrődy György kiszolgált kapitánynak adja e adományt. 1782-ben érsekújvári Endrődy Ádám nemességét próbálta igazolni. 1797-ben Néveren (?) Endrődy Ferencet írták össze mint birtokost.
A család egyik ága címeres nemeslevelet kapott I. József magyar királytól 1708. április 2-án.
Címerüket és leszármazásukat Kempelen Béla közölte Ethey Gyula és Horánszky Pál adatai alapján. Címerük: kék pajzsban, zöld mezőn fatörzs szélén álló pelikán csőrében gyűrűt tartva. Sisakdísz: vörös ruhás növekvő vitéz jobbjában kardot, baljában csillagot tart. Takarók: kék-arany, vörös-ezüst.

## Neves családtagok

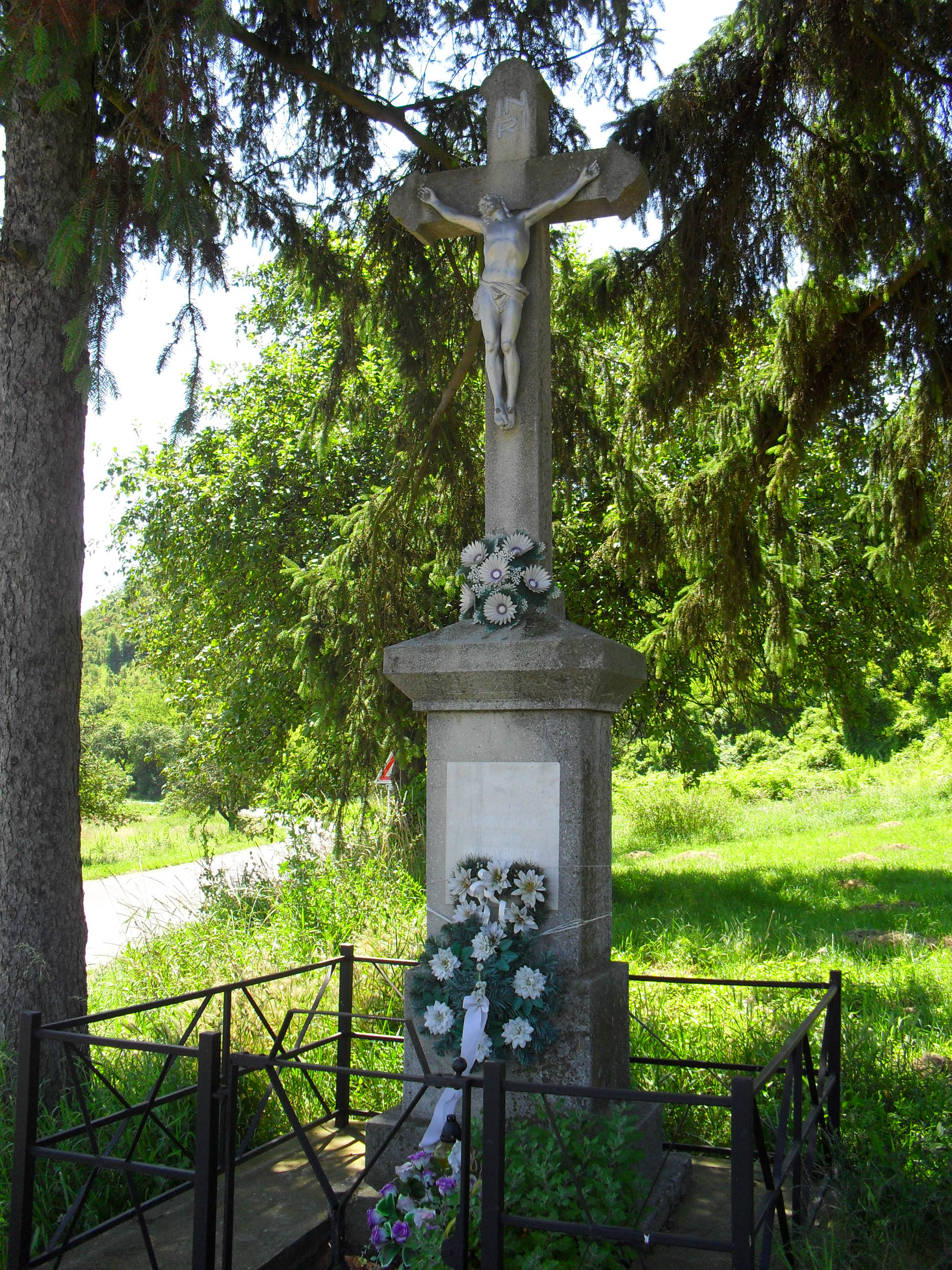
1914-es kereszt Csaláron

A család több tagja katonai vagy egyházi pályán helyezkedett el.
- Endrődy Pál (?-1770?) plébános, pozsonyi kanonok[17]
- Endrődy Ferenc (1752-1818) 1779-ben a szék fiskálisa,[18] 1786-ban a verebélyi szék helyettes alispánja,[19] Bars vármegye és a verebélyi szék első alispánja 1818-ig.[20]
- Endrődy Antal (1799-1848) plébános[21]
- Endrődy Alajos (1810–1889) a verebélyi szék alispánja, főhadnagy, felesége Ordódy Mária, vejük Horánszky Adolf
- Endrődy László (Jambrekovich; 1905–1975) lelkész, teológiai tanár.[22]
- Horánszky Adolf (1838-1902) táblabíró.
- Horánszky Pál (1886–1949) banktisztviselő, genealógus, tartalékos honvédszázados.